# IJshockey op de Olympische Winterspelen 2022 - Vrouwen
Het ijshockeytoernooi voor vrouwen op de Olympische Winterspelen 2022 vond plaats in het Chinese Peking. Er werd gespeeld van 3 tot en met 17 februari in het National Indoor Stadium en de Wukesong Arena. Titelverdediger was de Verenigde Staten.
Het ijshockey voor vrouwen is sinds 1998 een Olympisch onderdeel. Dit is de zevende editie. Voor het eerst speelden er tien teams, verdeelt over twee groepen.

## Opzet
De vijf hoogst geklasseerde teams zullen in groep A spelen en de andere vijf teams komen uit in groep B. De vijf teams uit groep A en de beste drie teams van groep B zullen doorstromen naar de kwartfinales en wordt er verder gespeeld volgens het knock-outsysteem.

## Wedstrijdschema
| Onderdeel     | Datum       | Lokale tijd | MET   |
| ------------- | ----------- | ----------- | ----- |
| Groepsfase    | 3 februari  | 12:10       | 05:10 |
| Groepsfase    | 3 februari  | 16:40       | 09:40 |
| Groepsfase    | 3 februari  | 21:10       | 14:10 |
| Groepsfase    | 4 februari  | 12:10       | 05:10 |
| Groepsfase    | 5 februari  | 12:10       | 05:10 |
| Groepsfase    | 5 februari  | 16:40       | 07:40 |
| Groepsfase    | 5 februari  | 21:10       | 14:10 |
| Groepsfase    | 6 februari  | 16:40       | 09:40 |
| Groepsfase    | 6 februari  | 21:10       | 14:10 |
| Groepsfase    | 7 februari  | 12:10       | 05:10 |
| Groepsfase    | 7 februari  | 16:40       | 09:40 |
| Groepsfase    | 7 februari  | 21:10       | 14:10 |
| Groepsfase    | 8 februari  | 12:10       | 05:10 |
| Groepsfase    | 8 februari  | 16:40       | 09:40 |
| Groepsfase    | 8 februari  | 21:10       | 14:10 |
| Kwartfinales  | 11 februari | 12:10       | 05:10 |
| Kwartfinales  | 11 februari | 21:10       | 14:10 |
| Kwartfinales  | 12 februari | 12:10       | 05:10 |
| Kwartfinales  | 12 februari | 16:40       | 09:40 |
| Halve finales | 14 februari | 12:10       | 05:10 |
| Halve finales | 14 februari | 21:10       | 14:10 |
| 3e/4e plaats  | 16 februari | 16:30       | 09:30 |
| Finale        | 17 februari | 12:10       | 05:10 |

## Kwalificatie

### Proces
China is als gastland automatisch gekwalificeerd. Van de negen overgebleven plekken werden er zes gevuld door de top zes van de IIHF World Ranking na de (afgelaste) wereldkampioenschappen ijshockey in 2020. Verenigde Staten, Canada, Finland, ROC, Zwitserland en Japan kwalificeerden zich zodoende voor deze Olympische Winterspelen. De overgebleven drie startbewijzen werden vergeven tijdens kwalificatietoernooien in november. Hier kwalificeerden Tsjechië, Denemarken en Zweden zich.

### Deelnemende landen
| Land             | Kwalificatie         | Kwalificatie     | Eerder deelnames | Eerder deelnames | Eerder deelnames                                                         |
| Land             | Manier               | Datum            | Aantal           | Pyeongchang 2018 | Beste prestatie                                                          |
| ---------------- | -------------------- | ---------------- | ---------------- | ---------------- | ------------------------------------------------------------------------ |
| China            | Thuisland            | Thuisland        | 3                | n.v.t.           | 4e plaats (Nagano 1998)                                                  |
| Verenigde Staten | IIHF Ranking 1       | 24 april 2020    | 6                | Goud             | Kampioen (Nagano 1998, Pyeongchang 2018)                                 |
| Canada           | IIHF Ranking 2       | 24 april 2020    | 6                | Zilver           | Kampioen (Salt Lake City 2002, Turijn 2006, Vancouver 2010, Sotsji 2014) |
| Finland          | IIHF Ranking 3       | 24 april 2020    | 6                | Brons            | 3e plaats (Nagano 1998, Vancouver 2010, Pyeongchang 2018)                |
| Russische ploeg  | IIHF Ranking 4       | 24 april 2020    | 5                | 4e plaats        | 4e plaats (Pyeongchang 2018)                                             |
| Zwitserland      | IIHF Ranking 5       | 24 april 2020    | 5                | 5e plaats        | 3e plaats (Sotsji 2014)                                                  |
| Japan            | IIHF Ranking 6       | 24 april 2020    | 3                | 6e plaats        | 5e plaats (Nagano 1998)                                                  |
| Zweden           | Kwalificatietoernooi | 14 november 2021 | 6                | 7e plaats        | 2e plaats (Turijn 2006)                                                  |
| Denemarken       | Kwalificatietoernooi | 14 november 2021 | 0                | n.v.t.           | n.v.t.                                                                   |
| Tsjechië         | Kwalificatietoernooi | 14 november 2021 | 0                | n.v.t.           | n.v.t.                                                                   |

## Groepsfase
Alle tijden zijn lokaal (UTC+8).

### Groep A
| # | Land             | Wedstrijden | Wedstrijden | Wedstrijden | Wedstrijden | Wedstrijden | Doelpunten | Doelpunten | Doelpunten | Punten |
| # | Land             | G           | W           | OTW         | OTV         | V           | V          | T          | Saldo      | Punten |
| - | ---------------- | ----------- | ----------- | ----------- | ----------- | ----------- | ---------- | ---------- | ---------- | ------ |
| 1 | Canada           | 4           | 4           | 0           | 0           | 0           | 33         | 5          | 28         | 12     |
| 2 | Verenigde Staten | 4           | 3           | 0           | 0           | 1           | 20         | 6          | 14         | 9      |
| 3 | Finland          | 4           | 1           | 0           | 0           | 3           | 10         | 19         | -9         | 3      |
| 4 | Russische ploeg  | 4           | 1           | 0           | 0           | 3           | 6          | 18         | -12        | 3      |
| 5 | Zwitserland      | 4           | 1           | 0           | 0           | 3           | 6          | 27         | -21        | 3      |

| 3 februari 2022 12:10 | Canada | 12 – 1 (3–0, 5–0, 4–1) | Zwitserland | National Indoor Stadium Toeschouwers: 821 |

| Wedstrijdreferentie | Wedstrijdreferentie | Wedstrijdreferentie | Wedstrijdreferentie | Wedstrijdreferentie                                                                |
| ------------------- | ------------------- | ------------------- | ------------------- | ---------------------------------------------------------------------------------- |
|                     |                     |                     |                     | Scheidsrechters: Daria Ermak Anna Wiegand Grensrechters: Lisa Linnek Linnea Sainio |
|                     |                     |                     |                     |                                                                                    |
|                     |                     |                     |                     |                                                                                    |
|                     |                     |                     |                     |                                                                                    |

| 3 februari 2022 21:10 | Finland | 2 – 5 (0–2, 0–2, 2–1) | Verenigde Staten | Wukesong Arena Toeschouwers: 335 |

| Wedstrijdreferentie | Wedstrijdreferentie | Wedstrijdreferentie | Wedstrijdreferentie | Wedstrijdreferentie                                                             |
| ------------------- | ------------------- | ------------------- | ------------------- | ------------------------------------------------------------------------------- |
|                     |                     |                     |                     | Scheidsrechters: Kelly Cooke Lacey Senuk Grensrechters: Alex Clarke Sara Strong |
|                     |                     |                     |                     |                                                                                 |
|                     |                     |                     |                     |                                                                                 |
|                     |                     |                     |                     |                                                                                 |

| 4 februari 2022 12:10 | Russische ploeg | 5 – 2 (2–1, 2–1, 1–0) | Zwitserland | National Indoor Stadium |

| Wedstrijdreferentie | Wedstrijdreferentie | Wedstrijdreferentie | Wedstrijdreferentie | Wedstrijdreferentie                                                                             |
| ------------------- | ------------------- | ------------------- | ------------------- | ----------------------------------------------------------------------------------------------- |
|                     |                     |                     |                     | Scheidsrechters: Cianna Lieffers Elizabeth Mantha Grensrechters: Kendall Hanley Jackie Spresser |
|                     |                     |                     |                     |                                                                                                 |
|                     |                     |                     |                     |                                                                                                 |
|                     |                     |                     |                     |                                                                                                 |

| 5 februari 2022 12:10 | Canada | 11 – 1 (2–1, 5–0, 4–0) | Finland | Wukesong Arena Toeschouwers: 670 |

| Wedstrijdreferentie | Wedstrijdreferentie | Wedstrijdreferentie | Wedstrijdreferentie | Wedstrijdreferentie                                                                      |
| ------------------- | ------------------- | ------------------- | ------------------- | ---------------------------------------------------------------------------------------- |
|                     |                     |                     |                     | Scheidsrechters: Chelsea Rapin Anna Wiegand Grensrechters: Lisa Linnek Veronica Lovensno |
|                     |                     |                     |                     |                                                                                          |
|                     |                     |                     |                     |                                                                                          |
|                     |                     |                     |                     |                                                                                          |

| 5 februari 2022 21:10 | Verenigde Staten | 5 – 0 (1–0, 1–0, 3–0) | Russische ploeg | Wukesong Arena Toeschouwers: 581 |

| Wedstrijdreferentie | Wedstrijdreferentie | Wedstrijdreferentie | Wedstrijdreferentie | Wedstrijdreferentie                                                                    |
| ------------------- | ------------------- | ------------------- | ------------------- | -------------------------------------------------------------------------------------- |
|                     |                     |                     |                     | Scheidsrechters: Tijana Haack Anniina Nurmi Grensrechters: Anna Hammar Jenni Heikkinen |
|                     |                     |                     |                     |                                                                                        |
|                     |                     |                     |                     |                                                                                        |
|                     |                     |                     |                     |                                                                                        |

| 6 februari 2022 21:10 | Zwitserland | 0 – 8 (0–5, 0–2, 0–1) | Verenigde Staten | Wukesong Arena Toeschouwers: 545 |

| Wedstrijdreferentie | Wedstrijdreferentie | Wedstrijdreferentie | Wedstrijdreferentie | Wedstrijdreferentie                                                               |
| ------------------- | ------------------- | ------------------- | ------------------- | --------------------------------------------------------------------------------- |
|                     |                     |                     |                     | Scheidsrechters: Maria Furberg Lacey Senuk Grensrechters: Alex Clarke Sara Strong |
|                     |                     |                     |                     |                                                                                   |
|                     |                     |                     |                     |                                                                                   |
|                     |                     |                     |                     |                                                                                   |

| 7 februari 2022 12:10 | Russische ploeg | 1 – 6 (0–2, 1–2, 0–2) | Canada | Wukesong Arena Toeschouwers: 545 |

| Wedstrijdreferentie | Wedstrijdreferentie | Wedstrijdreferentie | Wedstrijdreferentie | Wedstrijdreferentie                                                                       |
| ------------------- | ------------------- | ------------------- | ------------------- | ----------------------------------------------------------------------------------------- |
|                     |                     |                     |                     | Scheidsrechters: Daria Ermak Chelsea Rapin Grensrechters: Veronica Lovensno Linnea Sainio |
|                     |                     |                     |                     |                                                                                           |
|                     |                     |                     |                     |                                                                                           |
|                     |                     |                     |                     |                                                                                           |

| 7 februari 2022 21:10 | Zwitserland | 3 – 2 (1–0, 1–1, 1–1) | Finland | National Indoor Stadium Toeschouwers: 742 |

| Wedstrijdreferentie | Wedstrijdreferentie | Wedstrijdreferentie | Wedstrijdreferentie | Wedstrijdreferentie                                                                           |
| ------------------- | ------------------- | ------------------- | ------------------- | --------------------------------------------------------------------------------------------- |
|                     |                     |                     |                     | Scheidsrechters: Cianna Lieffers Elizabeth Mantha Grensrechters: Kendall Hanley Diana Mokhova |
|                     |                     |                     |                     |                                                                                               |
|                     |                     |                     |                     |                                                                                               |
|                     |                     |                     |                     |                                                                                               |

| 8 februari 2022 12:10 | Verenigde Staten | 2 – 4 (0–1, 2–3, 0–0) | Canada | Wukesong Arena Toeschouwers: 591 |

| Wedstrijdreferentie | Wedstrijdreferentie | Wedstrijdreferentie | Wedstrijdreferentie | Wedstrijdreferentie                                                                             |
| ------------------- | ------------------- | ------------------- | ------------------- | ----------------------------------------------------------------------------------------------- |
|                     |                     |                     |                     | Scheidsrechters: Cianna Lieffers Elizabeth Mantha Grensrechters: Kendall Hanley Jackie Spresser |
|                     |                     |                     |                     |                                                                                                 |
|                     |                     |                     |                     |                                                                                                 |
|                     |                     |                     |                     |                                                                                                 |

| 8 februari 2022 21:10 | Finland | 5 – 0 (2–0, 3–0, 0–0) | Russische ploeg | National Indoor Stadium Toeschouwers: 797 |

| Wedstrijdreferentie | Wedstrijdreferentie | Wedstrijdreferentie | Wedstrijdreferentie | Wedstrijdreferentie                                                              |
| ------------------- | ------------------- | ------------------- | ------------------- | -------------------------------------------------------------------------------- |
|                     |                     |                     |                     | Scheidsrechters: Kelly Cooke Anna Wiegand Grensrechters: Alex Clarke Sara Strong |
|                     |                     |                     |                     |                                                                                  |
|                     |                     |                     |                     |                                                                                  |
|                     |                     |                     |                     |                                                                                  |

### Groep B
| # | Land       | Wedstrijden | Wedstrijden | Wedstrijden | Wedstrijden | Wedstrijden | Doelpunten | Doelpunten | Doelpunten | Punten |
| # | Land       | G           | W           | OTW         | OTV         | V           | V          | T          | Saldo      | Punten |
| - | ---------- | ----------- | ----------- | ----------- | ----------- | ----------- | ---------- | ---------- | ---------- | ------ |
| 1 | Japan      | 4           | 2           | 1           | 1           | 0           | 13         | 7          | 6          | 9      |
| 2 | Tsjechië   | 4           | 2           | 0           | 1           | 1           | 10         | 8          | 2          | 7      |
| 3 | Zweden     | 4           | 2           | 0           | 0           | 2           | 7          | 8          | -1         | 6      |
| 4 | China      | 4           | 1           | 1           | 0           | 2           | 7          | 7          | 0          | 5      |
| 5 | Denemarken | 4           | 1           | 0           | 0           | 3           | 7          | 14         | -7         | 3      |

| 3 februari 2022 12:10 | Tsjechië | 3 – 1 (1–0, 1–1, 1–0) | China | Wukesong Arena Toeschouwers: 499 |

| Wedstrijdreferentie | Wedstrijdreferentie | Wedstrijdreferentie | Wedstrijdreferentie | Wedstrijdreferentie                                                                     |
| ------------------- | ------------------- | ------------------- | ------------------- | --------------------------------------------------------------------------------------- |
|                     |                     |                     |                     | Scheidsrechters: Tijana Haack Annlina Nurmi Grensrechters: Anna Hammar Julia Kainberger |
|                     |                     |                     |                     |                                                                                         |
|                     |                     |                     |                     |                                                                                         |
|                     |                     |                     |                     |                                                                                         |

| 3 februari 2022 16:40 | Zweden | 1 – 3 (0–1, 1–0, 0–2) | Japan | Wukesong Arena Toeschouwers: 482 |

| Wedstrijdreferentie | Wedstrijdreferentie | Wedstrijdreferentie | Wedstrijdreferentie | Wedstrijdreferentie                                                                           |
| ------------------- | ------------------- | ------------------- | ------------------- | --------------------------------------------------------------------------------------------- |
|                     |                     |                     |                     | Scheidsrechters: Cianna Lieffers Elizabeth Mantha Grensrechters: Kendall Hanley Diana Mokhova |
|                     |                     |                     |                     |                                                                                               |
|                     |                     |                     |                     |                                                                                               |
|                     |                     |                     |                     |                                                                                               |

| 4 februari 2022 12:10 | Denemarken | 1 – 3 (1–0, 0–1, 0–2) | China | Wukesong Arena Toeschouwers: 580 |

| Wedstrijdreferentie | Wedstrijdreferentie | Wedstrijdreferentie | Wedstrijdreferentie | Wedstrijdreferentie                                                                       |
| ------------------- | ------------------- | ------------------- | ------------------- | ----------------------------------------------------------------------------------------- |
|                     |                     |                     |                     | Scheidsrechters: Daria Ermak Chelsea Rapin Grensrechters: Veronica Lovensno Linnea Sainio |
|                     |                     |                     |                     |                                                                                           |
|                     |                     |                     |                     |                                                                                           |
|                     |                     |                     |                     |                                                                                           |

| 5 februari 2022 16:40 | Tsjechië | 3 – 1 (1–0, 1–1, 1–0) | Zweden | Wukesong Arena Toeschouwers: 438 |

| Wedstrijdreferentie | Wedstrijdreferentie | Wedstrijdreferentie | Wedstrijdreferentie | Wedstrijdreferentie                                                                            |
| ------------------- | ------------------- | ------------------- | ------------------- | ---------------------------------------------------------------------------------------------- |
|                     |                     |                     |                     | Scheidsrechters: Cianna Lieffers Elizabeth Mantha Grensrechters: Diana Mokhova Jackie Spresser |
|                     |                     |                     |                     |                                                                                                |
|                     |                     |                     |                     |                                                                                                |
|                     |                     |                     |                     |                                                                                                |

| 5 februari 2022 16:40 | Japan | 6 – 2 (3–0, 2–1, 1–1) | Denemarken | National Indoor Stadium Toeschouwers: 476 |

| Wedstrijdreferentie | Wedstrijdreferentie | Wedstrijdreferentie | Wedstrijdreferentie | Wedstrijdreferentie                                                               |
| ------------------- | ------------------- | ------------------- | ------------------- | --------------------------------------------------------------------------------- |
|                     |                     |                     |                     | Scheidsrechters: Kelly Cooke Maria Furberg Grensrechters: Alex Clarke Sara Strong |
|                     |                     |                     |                     |                                                                                   |
|                     |                     |                     |                     |                                                                                   |
|                     |                     |                     |                     |                                                                                   |

| 6 februari 2022 16:40 | China | 2 – 1 (0–1, 0–0, 1–0, 0–0, 1–0) | Japan | Wukesong Arena Toeschouwers: 506 |

| Wedstrijdreferentie | Wedstrijdreferentie | Wedstrijdreferentie | Wedstrijdreferentie | Wedstrijdreferentie                                                                         |
| ------------------- | ------------------- | ------------------- | ------------------- | ------------------------------------------------------------------------------------------- |
|                     |                     |                     |                     | Scheidsrechters: Tijana Haack Anniina Nurmi Grensrechters: Jenni Heikkinen Julia Kainberger |
|                     |                     |                     |                     |                                                                                             |
|                     |                     |                     |                     |                                                                                             |
|                     |                     |                     |                     |                                                                                             |

| 7 februari 2022 16:40 | Denemarken | 3 – 2 (1–1, 1–1, 1–0) | Tsjechië | Wukesong Arena Toeschouwers: 637 |

| Wedstrijdreferentie | Wedstrijdreferentie | Wedstrijdreferentie | Wedstrijdreferentie | Wedstrijdreferentie                                                               |
| ------------------- | ------------------- | ------------------- | ------------------- | --------------------------------------------------------------------------------- |
|                     |                     |                     |                     | Scheidsrechters: Maria Furberg Lacey Senuk Grensrechters: Alex Clarke Sara Strong |
|                     |                     |                     |                     |                                                                                   |
|                     |                     |                     |                     |                                                                                   |
|                     |                     |                     |                     |                                                                                   |

| 7 februari 2022 21:10 | China | 1 – 2 (1–0, 0–2, 0–0) | Zweden | Wukesong Arena Toeschouwers: 588 |

| Wedstrijdreferentie | Wedstrijdreferentie | Wedstrijdreferentie | Wedstrijdreferentie | Wedstrijdreferentie                                                                         |
| ------------------- | ------------------- | ------------------- | ------------------- | ------------------------------------------------------------------------------------------- |
|                     |                     |                     |                     | Scheidsrechters: Anniina Nurmi Anna Wiegand Grensrechters: Jenni Heikkinen Julia Kainberger |
|                     |                     |                     |                     |                                                                                             |
|                     |                     |                     |                     |                                                                                             |
|                     |                     |                     |                     |                                                                                             |

| 8 februari 2022 16:40 | Japan | 3 – 2 (1–0, 0–1, 1–1, 0–0, 1–0) | Tsjechië | Wukesong Arena Toeschouwers: 638 |

| Wedstrijdreferentie | Wedstrijdreferentie | Wedstrijdreferentie | Wedstrijdreferentie | Wedstrijdreferentie                                                                    |
| ------------------- | ------------------- | ------------------- | ------------------- | -------------------------------------------------------------------------------------- |
|                     |                     |                     |                     | Scheidsrechters: Daria Abrosimova Daria Ermak Grensrechters: Lisa Linnek Linnea Sainio |
|                     |                     |                     |                     |                                                                                        |
|                     |                     |                     |                     |                                                                                        |
|                     |                     |                     |                     |                                                                                        |

| 8 februari 2022 21:10 | Zweden | 3 – 1 (1–0, 1–1, 1–0) | Denemarken | Wukesong Arena Toeschouwers: 696 |

| Wedstrijdreferentie | Wedstrijdreferentie | Wedstrijdreferentie | Wedstrijdreferentie | Wedstrijdreferentie                                                                     |
| ------------------- | ------------------- | ------------------- | ------------------- | --------------------------------------------------------------------------------------- |
|                     |                     |                     |                     | Scheidsrechters: Anniina Nurmi Chelsea Rapin Grensrechters: Anna Hammar Jenni Heikkinen |
|                     |                     |                     |                     |                                                                                         |
|                     |                     |                     |                     |                                                                                         |
|                     |                     |                     |                     |                                                                                         |

## Knock-outfase

### Schema
|  | kwartfinale | kwartfinale      | kwartfinale |                  |                  | halve finale | halve finale | halve finale |              |              | finale       | finale | finale |
|  |             |                  |             |                  |                  |              |              |              |              |              |              |        |        |
|  |             | Canada           | 11          |                  |                  |              |              |              |              |              |              |        |        |
|  |             | Zweden           | 0           |                  |                  |              |              |              |              |              |              |        |        |
|  |             | Zweden           | 0           |                  | Canada           | 10           |              |              |              |              |              |        |        |
|  |             |                  |             |                  | Canada           | 10           |              |              |              |              |              |        |        |
|  |             |                  | Zwitserland | 3                |                  |              |              |              |              |              |              |        |        |
|  |             | Russische ploeg  | Zwitserland | 3                | 2                |              |              |              |              |              |              |        |        |
|  |             | Russische ploeg  |             |                  | 2                |              |              |              |              |              |              |        |        |
|  |             | Zwitserland      | 4           |                  |                  |              |              |              |              |              |              |        |        |
|  |             |                  |             |                  |                  |              |              |              |              |              |              | Canada | 3      |
|  |             |                  |             | Verenigde Staten | 2                |              |              |              |              |              |              |        |        |
|  |             | Verenigde Staten | 4           |                  |                  |              |              |              |              |              |              |        |        |
|  |             | Tsjechië         | 1           |                  |                  |              |              |              |              |              |              |        |        |
|  |             | Tsjechië         | 1           |                  | Verenigde Staten | 4            |              | Derde plaats | Derde plaats | Derde plaats | Derde plaats |        |        |
|  |             |                  |             |                  | Verenigde Staten | 4            |              | Derde plaats | Derde plaats | Derde plaats | Derde plaats |        |        |
|  |             |                  | Finland     | 1                |                  |              |              |              |              |              |              |        |        |
|  |             | Finland          | Finland     | 1                | 7                |              |              |              |              |              |              |        |        |
|  |             |                  |             |                  |                  |              |              | Zwitserland  | 0            |              |              |        |        |
|  |             | Japan            | 1           |                  |                  |              |              | Zwitserland  | 0            |              |              |        |        |
|  |             |                  |             |                  |                  |              |              | Finland      | 4            |              |              |        |        |
|  |             |                  |             |                  |                  |              |              | Finland      | 4            |              |              |        |        |

### Wedstrijden

#### Kwartfinale
| 11 februari 2022 12:10 | Verenigde Staten | 4 – 1 (0–0, 1–1, 3–0) | Tsjechië | Wukesong Arena Toeschouwers: 636 |

| Wedstrijdreferentie | Wedstrijdreferentie | Wedstrijdreferentie | Wedstrijdreferentie | Wedstrijdreferentie                                                                       |
| ------------------- | ------------------- | ------------------- | ------------------- | ----------------------------------------------------------------------------------------- |
|                     |                     |                     |                     | Scheidsrechters: Elizabeth Mantha Anniina Nurmi Grensrechters: Anna Hammar Kendall Hanley |
|                     |                     |                     |                     |                                                                                           |
|                     |                     |                     |                     |                                                                                           |
|                     |                     |                     |                     |                                                                                           |

| 11 februari 2022 21:10 | Canada | 11 – 0 (4–0, 5–0, 2–0) | Zweden | Wukesong Arena Toeschouwers: 669 |

| Wedstrijdreferentie | Wedstrijdreferentie | Wedstrijdreferentie | Wedstrijdreferentie | Wedstrijdreferentie                                                                       |
| ------------------- | ------------------- | ------------------- | ------------------- | ----------------------------------------------------------------------------------------- |
|                     |                     |                     |                     | Scheidsrechters: Daria Abrosimova Lacey Senuk Grensrechters: Alex Clarke Julia Kainberger |
|                     |                     |                     |                     |                                                                                           |
|                     |                     |                     |                     |                                                                                           |
|                     |                     |                     |                     |                                                                                           |

| 12 februari 2022 12:10 | Russische ploeg | 2 – 4 (0–0, 1–1, 1–3) | Zwitserland | Wukesong Arena Toeschouwers: 670 |

| Wedstrijdreferentie | Wedstrijdreferentie | Wedstrijdreferentie | Wedstrijdreferentie | Wedstrijdreferentie                                                                   |
| ------------------- | ------------------- | ------------------- | ------------------- | ------------------------------------------------------------------------------------- |
|                     |                     |                     |                     | Scheidsrechters: Kelly Cooke Chelsea Rapin Grensrechters: Jenni Heikkinen Sara Strong |
|                     |                     |                     |                     |                                                                                       |
|                     |                     |                     |                     |                                                                                       |
|                     |                     |                     |                     |                                                                                       |

| 12 februari 2022 16:40 | Finland | 7 – 1 (2–1, 2–0, 3–0) | Japan | Wukesong Arena Toeschouwers: 675 |

| Wedstrijdreferentie | Wedstrijdreferentie | Wedstrijdreferentie | Wedstrijdreferentie | Wedstrijdreferentie                                                                        |
| ------------------- | ------------------- | ------------------- | ------------------- | ------------------------------------------------------------------------------------------ |
|                     |                     |                     |                     | Scheidsrechters: Cianna Lieffers Anna Wiegand Grensrechters: Lisa Linnek Veronica Lovensno |
|                     |                     |                     |                     |                                                                                            |
|                     |                     |                     |                     |                                                                                            |
|                     |                     |                     |                     |                                                                                            |

#### Halve finale
| 14 februari 2022 12:10 | Canada | 10 – 3 (5–1, 3–2, 2–0) | Zwitserland | Wukesong Arena Toeschouwers: 645 |

| Wedstrijdreferentie | Wedstrijdreferentie | Wedstrijdreferentie | Wedstrijdreferentie | Wedstrijdreferentie                                                                         |
| ------------------- | ------------------- | ------------------- | ------------------- | ------------------------------------------------------------------------------------------- |
|                     |                     |                     |                     | Scheidsrechters: Anniina Nurmi Chelsea Rapin Grensrechters: Jenni Heikkinen Jackie Spresser |
|                     |                     |                     |                     |                                                                                             |
|                     |                     |                     |                     |                                                                                             |
|                     |                     |                     |                     |                                                                                             |

| 14 februari 2022 21:10 | Verenigde Staten | 4 – 1 (0–0, 2–0, 2–1) | Finland | Wukesong Arena Toeschouwers: 642 |

| Wedstrijdreferentie | Wedstrijdreferentie | Wedstrijdreferentie | Wedstrijdreferentie | Wedstrijdreferentie                                                                      |
| ------------------- | ------------------- | ------------------- | ------------------- | ---------------------------------------------------------------------------------------- |
|                     |                     |                     |                     | Scheidsrechters: Kelly Cooke Cianna Lieffers Grensrechters: Anna Hammar Julia Kainberger |
|                     |                     |                     |                     |                                                                                          |
|                     |                     |                     |                     |                                                                                          |
|                     |                     |                     |                     |                                                                                          |

#### Bronzen finale
| 16 februari 2022 19:30 | Zwitserland | 0 – 4 (1–0, 0–0, 3–0) | Finland | Wukesong Arena Toeschouwers: 724 |

| Wedstrijdreferentie | Wedstrijdreferentie | Wedstrijdreferentie | Wedstrijdreferentie | Wedstrijdreferentie                                                                  |
| ------------------- | ------------------- | ------------------- | ------------------- | ------------------------------------------------------------------------------------ |
|                     |                     |                     |                     | Scheidsrechters: Elizabeth Mantha Lacey Senuk Grensrechters: Alex Clarke Sara Strong |
|                     |                     |                     |                     |                                                                                      |
|                     |                     |                     |                     |                                                                                      |
|                     |                     |                     |                     |                                                                                      |

#### Finale
| 17 februari 2022 12:10 | Canada | 3 – 2 (2–0, 1–1, 0–1) | Verenigde Staten | Wukesong Arena Toeschouwers: 834 |

| Wedstrijdreferentie | Wedstrijdreferentie | Wedstrijdreferentie | Wedstrijdreferentie | Wedstrijdreferentie                                                                 |
| ------------------- | ------------------- | ------------------- | ------------------- | ----------------------------------------------------------------------------------- |
|                     |                     |                     |                     | Scheidsrechters: Kelly Cooke Anna Wiegand Grensrechters: Anna Hammar Kendall Hanley |
|                     |                     |                     |                     |                                                                                     |
|                     |                     |                     |                     |                                                                                     |
|                     |                     |                     |                     |                                                                                     |

Antwerpen 1920 · 
Chamonix 1924 · 
St. Moritz 1928 · 
Lake Placid 1932 · 
Garmisch-Partenkirchen 1936 · 
St. Moritz 1948 · 
Oslo 1952 · 
Cortina d'Ampezzo 1956 · 
Squaw Valley 1960 · 
Innsbruck 1964 · 
Grenoble 1968 · 
Sapporo 1972 · 
Innsbruck 1976 · 
Lake Placid 1980 · 
Sarajevo 1984 · 
Calgary 1988 · 
Albertville 1992 · 
Lillehammer 1994 · 
Nagano 1998 · 
Salt Lake City 2002 · 
Turijn 2006 · 
Vancouver 2010 · 
Sotsji 2014 · 
Pyeongchang 2018 · 
Peking 2022

Lijst van olympische medaillewinnaars
Alpineskiën · Biatlon · Bobsleeën · Curling · Freestyleskiën · Kunstrijden · Langlaufen · Noordse combinatie · Rodelen · Schaatsen · Schansspringen · Shorttrack · Skeleton · Snowboarden · IJshockey